# Мексиканское барокко

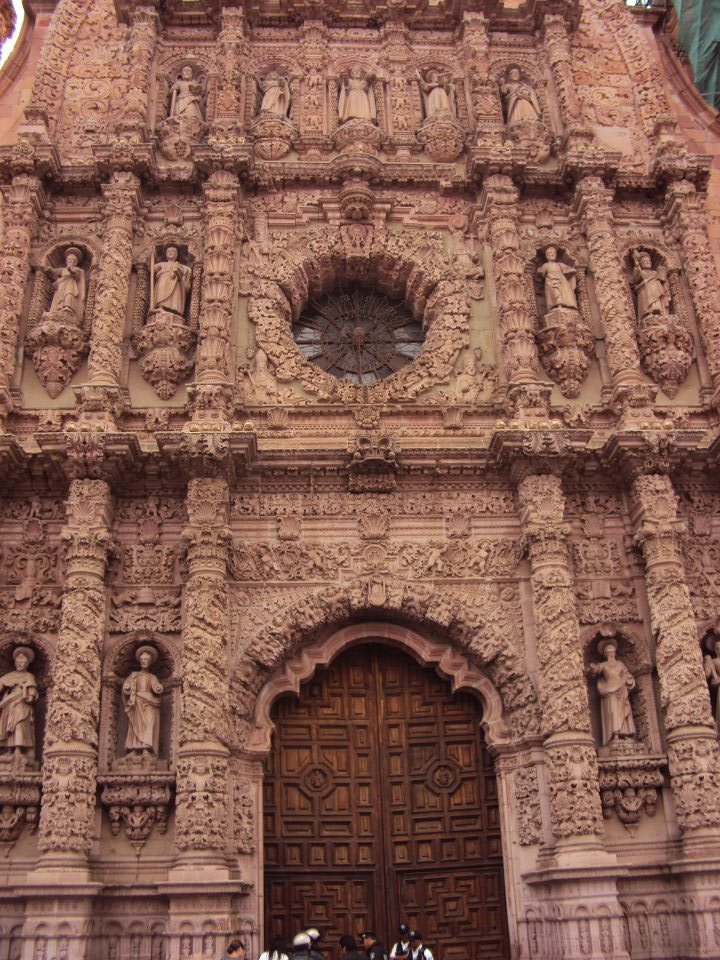
Фасад барочной церкви в Сакатекас

Мексиканское барокко (исп. Barroco novohispano, новоиспанское барокко, ультрабарокко) — мексиканская разновидность барокко стиля чурригереско, возникшая в колониальный период (Вице-королевство Новая Испания). В барочном стиле возводились католические церкви (значительная их часть была посвящена Деве Марии), призванные упрочить власть Испании над американскими землями. Этот стиль характеризовался богатым орнаментальным декором и пилястрами. Церкви обладали парными колокольнями. Во внутреннем убранстве непременно присутствует ретабло. Местный колорит барочной архитектуре придавал вулканический камень (Базилика Богоматери Одиночества), каменные рельефы. Нередко основания церквей создавались из камней ацтекских языческих храмов (Кафедральный собор в Мехико). В мексиканском барокко сохранились элементы как испанской готики (Окно-роза), так и мавританской архитектуры (Мудехар). Дискуссионно соотношение понятий мексиканское барокко и ультрабарокко (иногда они отождествляются), однако термин «ультабарокко» использовали сами мексиканцы.
Параллельно архитектуре мексиканское барокко находило свое выражение и в философии (Сигуэнса) и литературе (сестры Хуаны)
С обретением Мексикой независимости в 1821 году стиль барокко в архитектуре угасает, уступая место классицизму.